# Captain Fantastic and the Brown Dirt Cowboy
| 평가 점수         | 평가 점수    |
| 출처              | 점수         |
| ----------------- | ------------ |
| AllMusic          | [ 2 ]        |
| Rolling Stone     | (favourable) |
| The Village Voice | B            |

《Captain Fantastic and the Brown Dirt Cowboy》는 영국의 싱어송라이터 엘튼 존의 아홉 번째 스튜디오 음반이다. 이 음반은 엘튼 존 (Captain Fantastic)과 버니 토핀 (Brown Dirt Cowboy)의 초기 음악 경력에 대한 자서전적 이야기이다. 이 음반은 1975년 5월 23일에 미국에서 MCA와 영국 DJM에 의해 출판되었다. 첫 4일 만에 140만 장을 판매한 것으로 알려진 미국 빌보드 200에서 1위에 올랐고 7주 동안 그 자리에 머물렀다. 모두 이후 음반에 참여하겠지만, 이 음반은 엘튼 존 밴드 (기타리스트 데이비 존스톤, 베이시스트 디 머리, 드러머 나이젤 올슨)의 오리지널 라인업이 들어간 1970년대의 마지막 음반이었다. 1970년부터 존의 리듬 섹션을 형성해 온 머리와 올슨은 후속 음반 《Rock of the Westies》 녹음에 앞서 해고됐고, 존스톤은 1978년 탈퇴했다. 이것은 엘튼 존과 그의 고전 밴드가 함께 연주할 1983년의 《Too Low for Zero》까지의 마지막 음반이었다.
이 음반은 1975년 5월에 골드로 인증을 받았고, 2주 전에 발매되었고, 미국 음반 산업 협회에 의해 1993년 3월에 플래티넘과 플래티넘 3배 인증을 받았다. 캐나다에서도 《RPM》 전국 톱 음반 차트 1위로 데뷔해 9주차 (5월 31일~6일)에 2위로 1위 자리를 내주며 15주 연속 1위를 달성하는 데 그쳤다. 영국 음반 차트에서는 2위로 정점을 찍었다. 2003년에 이 음반은 《롤링 스톤》의 역사상 가장 위대한 음반 500장 목록에서 158위에 랭크되어 2012년 개정 음반의 등급을 유지했다.

## 배경
작사가 버니 토핀에 따르면 연대순으로 쓰여진 《Captain Fantastic and the Brown Dirt Cowboy》는 존 (Captain Fantastic)과 토핀 (Brown Dirt Cowboy)이 런던에서의 음악 활동 초기 (1967년부터 1969년)에 겪었던 고군분투들을 자전적으로 엿볼 수 있는 콘셉트 음반으로 1970년 존의 최종 돌파구를 이끌어냈다. 가사와 함께 제공되는 사진 책자에는 존의 음악에서 드물게 볼 수 있는 특정한 장소와 시간의 감각이 담겨 있다. 존은 영국에서 뉴욕으로 가는 배에서 그 음악을 작곡했다.
이 음반에서 발매된 유일한 싱글 (그리고 미국 팝 싱글 차트 4위 히트곡)인 〈Someone Saved My Life Tonight〉은 존이 린다 우드로와의 비참한 약혼과 그와 관련된 1968년 자살 시도를 반자전적으로 다룬 작품이다. "Someone"은 롱 존 볼드리를 가리키는데, 그는 불행한 결혼 생활을 위해 음악 활동을 망치기는커녕 약혼을 파기하도록 설득했다. 《롤링 스톤》의 작가 존 랜도는 "엘튼 존이 〈Someone Saved My Life Tonight〉은 주문으로 앨범당 한 곡의 공연을 내놓을 수 있는 한, 그가 이미 있는 훌륭한 연예인이 아닌 무언가가 되어 록에 지속적인 공헌을 할 가능성이 남아 있다"고 이 음반의 최고의 트랙으로 보았다.

## 커버 아트
복잡한 커버 아트는 팝 아티스트 앨런 올드리지에 의해 디자인되었으며, 히에로니무스 보스의 르네상스 그림 《세속적인 쾌락의 동산》에서 환상적인 이미지를 끌어냈다. 오리지널 LP 패키지에는 또한 두 개의 책자가 포함되어 있다. 음반에 등장하지 않은 〈Dogs in the Kitchen〉의 미완성 가사를 포함한 "Lyrics" 책자와 음반에 연대기로 기록된 여러 해 동안 존과 토핀의 사진과 리뷰, 개인 일기 항목 및 기타 기념품을 모은 "Scraps"라는 또 다른 책자가 포함되어 있다. 오리지널 LP에는 음반 커버 포스터도 포함되어 있다.
1976년 발리는 영화 《토미》의 "핀볼 마법사" 캐릭터로 엘튼 존의 데이브 크리스텐슨의 작품이 담긴 캡틴 판타스틱 핀볼 머신을 발매했다. 1977년 발리는 앨런 올드리지의 작품이 담긴 "홈 모델" 버전을 발매했다.

## 곡 목록
모든 곡들은 특별한 언급이 없는 한 엘튼 존과 버니 토핀에 의해 작사/작곡하였다.
| #  | 제목                                            | 재생 시간 |
| -- | ----------------------------------------------- | --------- |
| 1. | 〈Captain Fantastic and the Brown Dirt Cowboy〉 | 5:46      |
| 2. | 〈Tower of Babel〉                              | 4:28      |
| 3. | 〈Bitter Fingers〉                              | 4:35      |
| 4. | 〈Tell Me When the Whistle Blows〉              | 4:20      |
| 5. | 〈Someone Saved My Life Tonight〉               | 6:45      |

| #  | 제목                              | 재생 시간 |
| -- | --------------------------------- | --------- |
| 1. | 〈(Gotta Get a) Meal Ticket〉     | 4:01      |
| 2. | 〈Better Off Dead〉               | 2:37      |
| 3. | 〈Writing〉                       | 3:40      |
| 4. | 〈We All Fall in Love Sometimes〉 | 4:15      |
| 5. | 〈Curtains〉                      | 6:15      |

### 보너스 트랙
| #   | 제목                              | 작사·작곡            | 재생 시간 |
| --- | --------------------------------- | -------------------- | --------- |
| 11. | 〈Lucy in the Sky with Diamonds〉 | 존 레논, 폴 매카트니 | 6:18      |
| 12. | 〈One Day at a Time〉             | 레논                 | 3:49      |
| 13. | 〈Philadelphia Freedom〉          |                      | 5:22      |

## 인증
| 국가                       | 인증        | 판매량/출하량 |
| -------------------------- | ----------- | ------------- |
| 오스트레일리아 (ARIA)      | 2× 플래티넘 | 100,000^      |
| 캐나다 (뮤직 캐나다)       | 플래티넘    | 100,000^      |
| 영국 (BPI)                 | 골드        | 100,000^      |
| 영국 (BPI) reissue         | 실버        | 60,000^       |
| 미국 (RIAA)                | 3× 플래티넘 | 3,000,000^    |
| ^출하량을 기반으로 한 인증 |             |               |